# Nur einmal noch
Nur einmal noch ist das 1994 veröffentlichte zweite Studioalbum der Berliner Popband Rosenstolz. Die Lieder wurden von Ende 1993 bis Anfang des Jahres 1994 aufgenommen. Alle Titel wurden von AnNa R. und Peter Plate geschrieben.

## Hintergrund
Im Sommer 1993 begannen Rosenstolz mit den Studioaufnahmen von Nur einmal noch. Am 23. Mai 1994 wurde es schließlich zeitgleich mit der gleichnamigen Singleauskopplung veröffentlicht. Zu der Single existiert auch ein Musikvideo, eine Low-Budget-Produktion. In dem Schwarz-Weiß-Video sind AnNa und Peter Plate als Liebespaar, welches sich im Laufe der Handlung zerstreitet und am Ende doch wieder zusammenfindet zu sehen. Das Video wurde erst fünf Jahre nach Veröffentlichung der Single, 1999, gedreht nach dem ersten, großen Erfolg mit dem Best-of-Album Alles Gute (1998).
Während die Produktionen Ladenhüter blieben, zeichneten sich für Rosenstolz zumindest Live-Erfolge durch die immer größeren Konzerte ab. Dies änderte sich auch durch die zweite Singleauskopplung Kuss der Diebe nicht, die am 24. Oktober 1994 veröffentlicht wurde.
Das Album bietet zwei Facetten: eine fröhliche Seite, die besonders in den Pop- und Rocksongs zum Vorschein kommt und Themen wie Sex (Nymphoman) oder Party (Cocktailparty) behandelt, und eine traurige Seite, die vor allem aus Balladen mit tiefsinnigen Texten besteht. Es geht um unerfüllte Wünsche (Lebend erwacht), Hoffnung (Kleiner Prinz) und um den Wunsch nach einer Partnerschaft (Die Zigarette danach).

## Titelliste
| #   | Titel                     | Länge |
| --- | ------------------------- | ----- |
| 1.  | Nur einmal noch           | 3:21  |
| 2.  | Kuss der Diebe            | 4:21  |
| 3.  | Die Zigarette danach      | 3:21  |
| 4.  | Nymphoman                 | 3:43  |
| 5.  | Kleiner Prinz             | 3:33  |
| 6.  | Lebend erwacht            | 4:02  |
| 7.  | Greta hilf mir!           | 2:49  |
| 8.  | Die Dame von der Akademie | 2:42  |
| 9.  | Blumenkind                | 3:36  |
| 10. | Cocktailparty             | 2:56  |
| 11. | Strahlende Nächte         | 3:27  |
| 12. | Viel zu kalt (Februar)    | 3:17  |
| 13. | Es tut mir leid           | 2:18  |
| 14. | Für dich mich dreh        | 5:00  |

Die Single Nur einmal noch erschien 1998 als Remixversion und erreichte infolgedessen Rang 75 der deutschen Singlecharts.

## Nymphoman Tour
Diese Liste beinhaltet alle Konzerte in chronologischer Reihenfolge, die bei der Nymphoman live 1994 gespielt wurden.

### Tourdaten
| Datum           | Stadt             | Veranstaltungsort |
| --------------- | ----------------- | ----------------- |
| 1994            | Berlin            | Deutschland       |
| 10. Juni 1994   | Frankfurt am Main | Deutschland       |
| 24. Juni 1994   | Hannover          | Deutschland       |
| 9. Juli 1994    | Gotha             | Deutschland       |
| 10. Juli 1994   | Frankfurt am Main | Deutschland       |
| 19. Juli 1994   | Leipzig           | Deutschland       |
| 3. Juni 1994    | Jena              | Deutschland       |
| 5. Oktober 1994 | Berlin            | Deutschland       |
| 6. Oktober 1994 | Berlin            | Deutschland       |
| 7. Oktober 1994 | Berlin            | Deutschland       |
| 8. Oktober 1994 | Berlin            | Deutschland       |
| 9. Oktober 1994 | Berlin            | Deutschland       |